# Sangaris laeta
Sangaris laeta är en skalbaggsart som först beskrevs av Bates 1881.  Sangaris laeta ingår i släktet Sangaris och familjen långhorningar. Inga underarter finns listade i Catalogue of Life.